# Wierchomla Wielka (przystanek kolejowy)
Wierchomla Wielka – przystanek osobowy w Wierchomli Wielkiej, w województwie małopolskim, w Polsce. Dworzec znajduje się w pobliżu drogi wojewódzkiej nr 971.

## Ruch pasażerski
| Rok  | Wymiana pasażerska na dobę |
| ---- | -------------------------- |
| 2017 | 0-9                        |
| 2022 | 20-49                      |

## Galeria

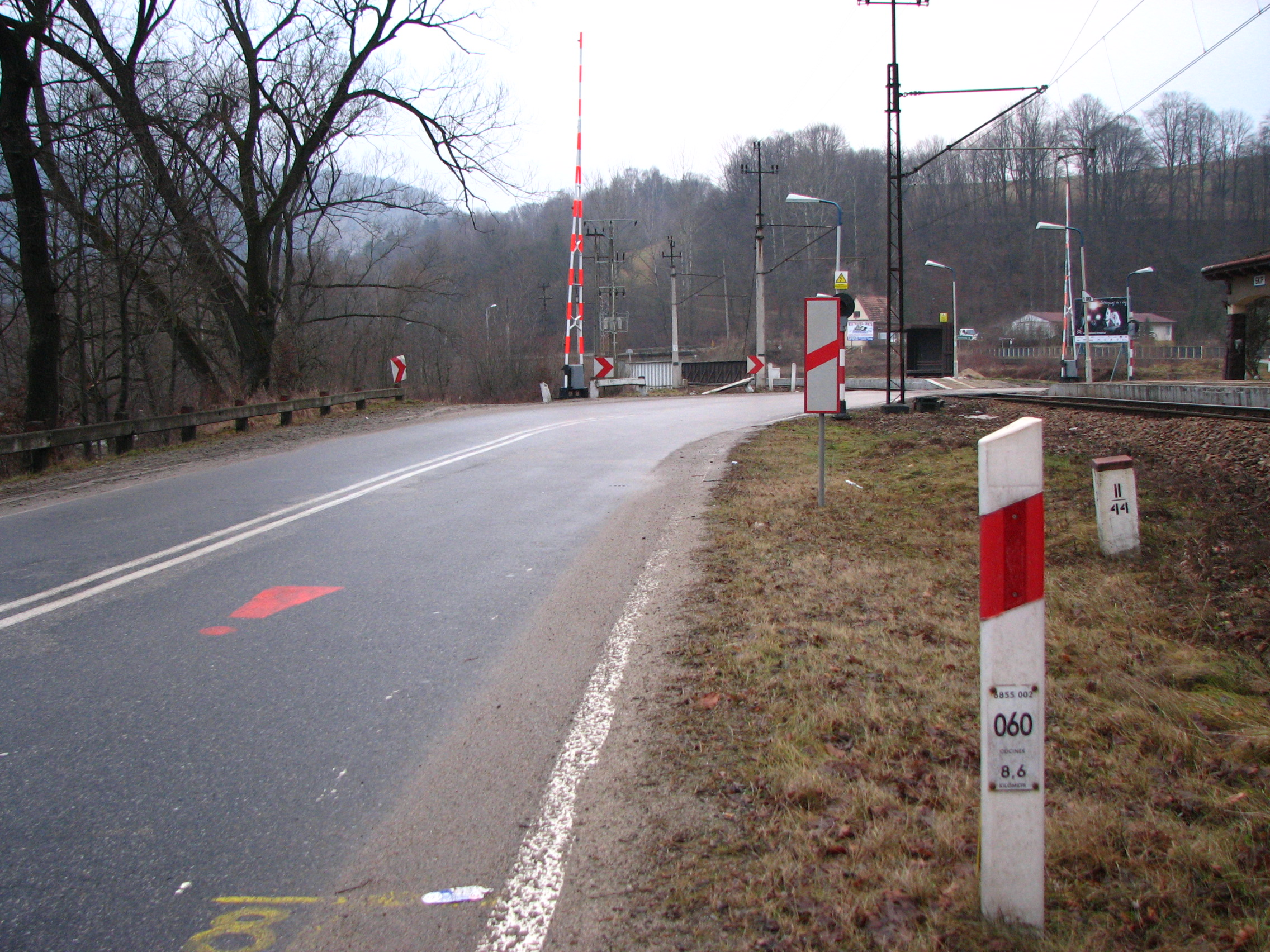
Przejazd kolejowo-drogowy w Wierchomli Wielkiej na drodze DW971
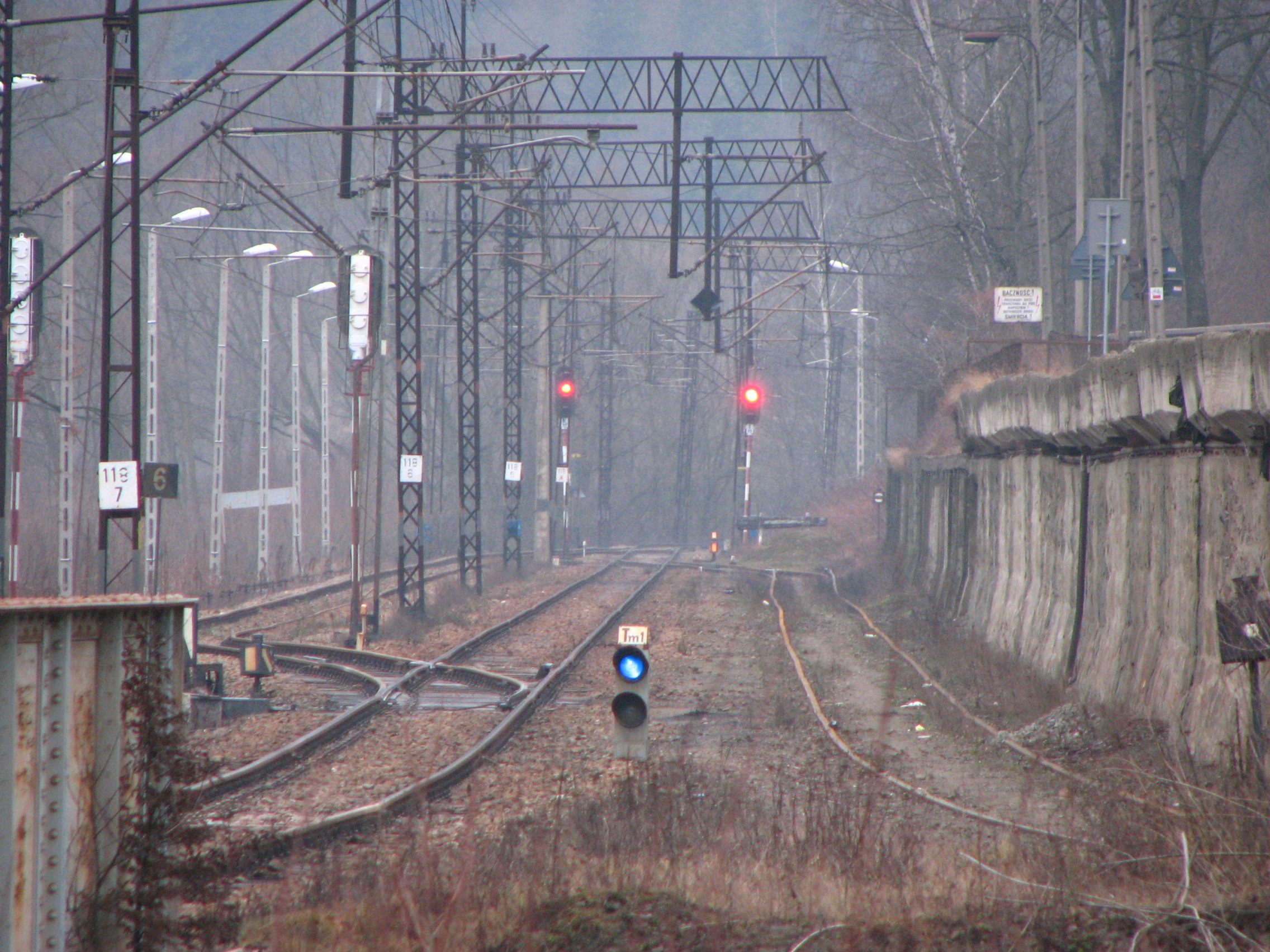
Torowisko w Wierchomli Wielkiej
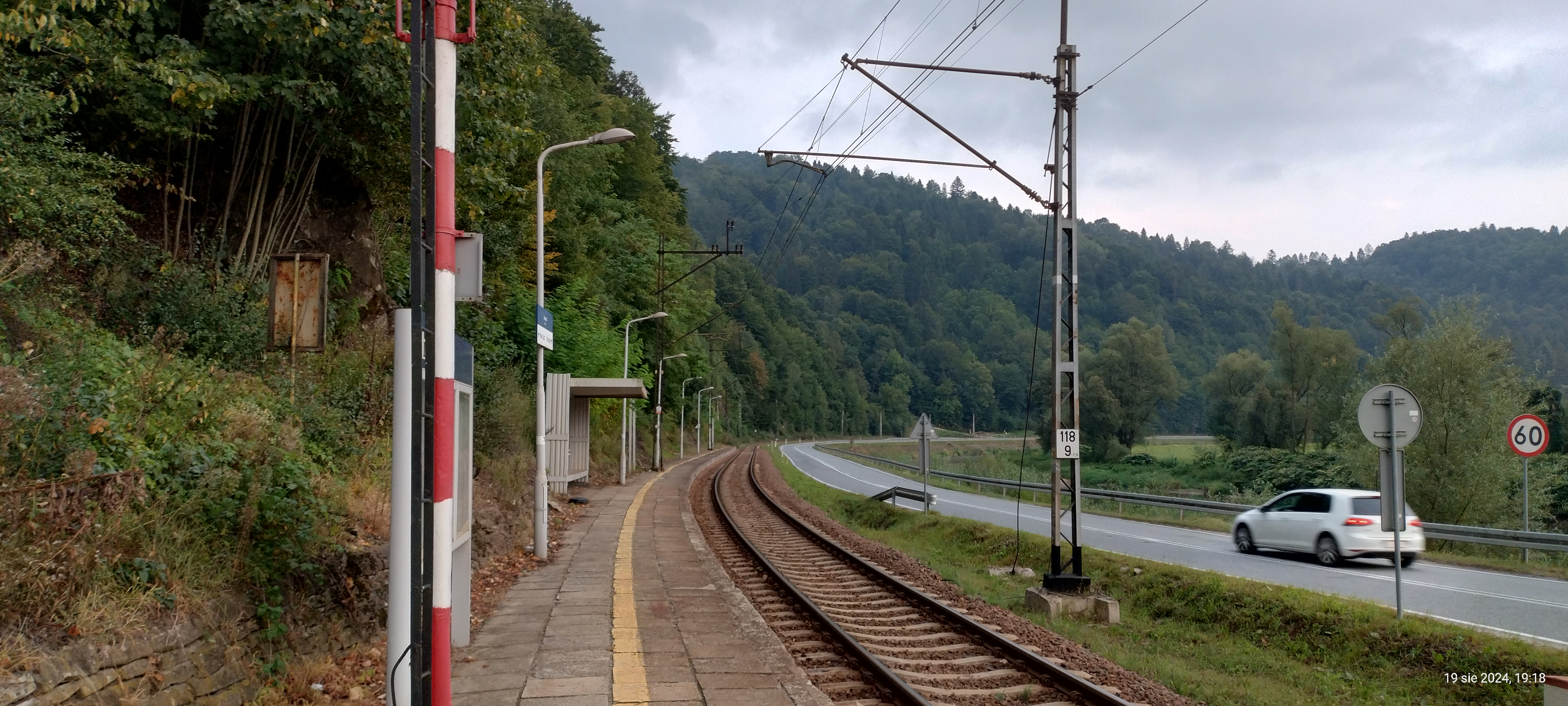
Widok w kierunku Muszyny
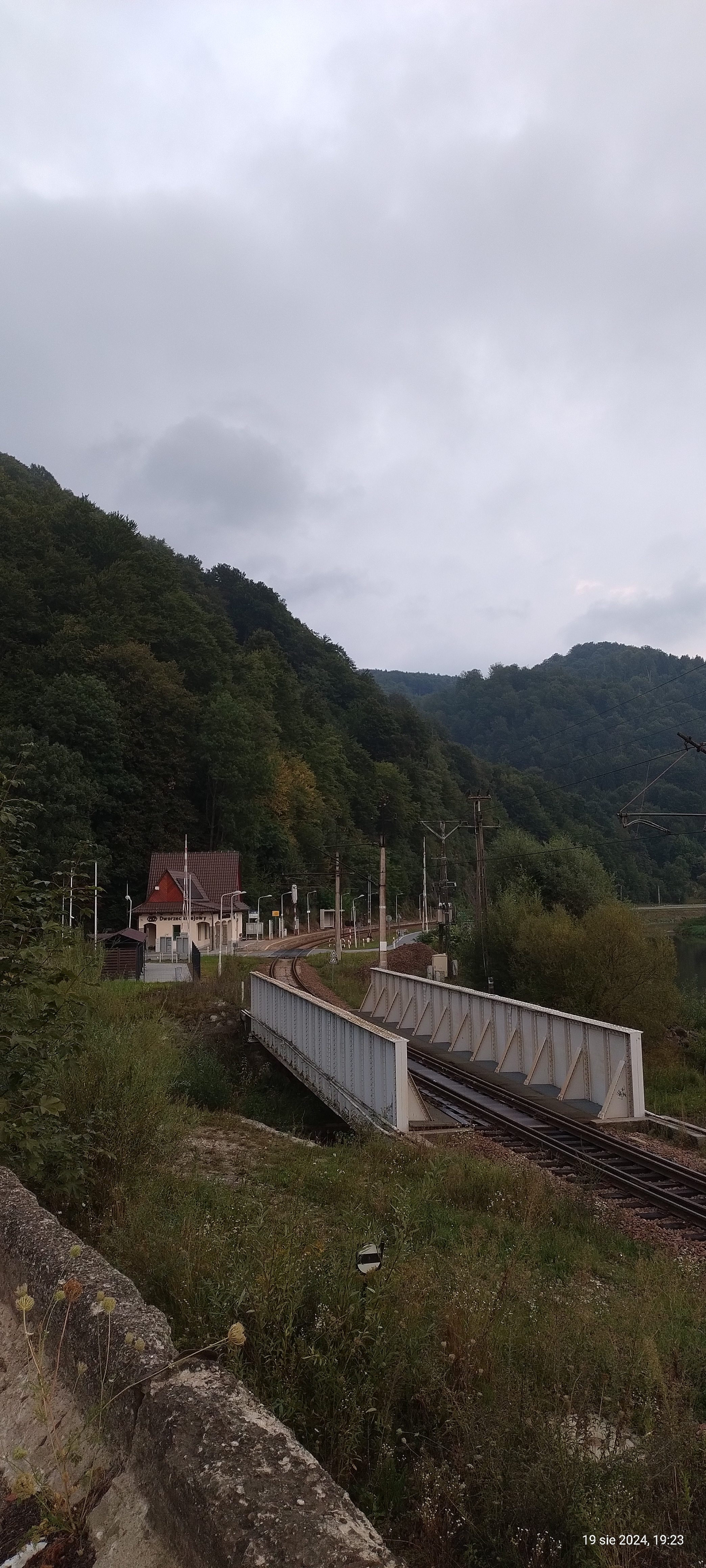
Widok na przystanek z daleka
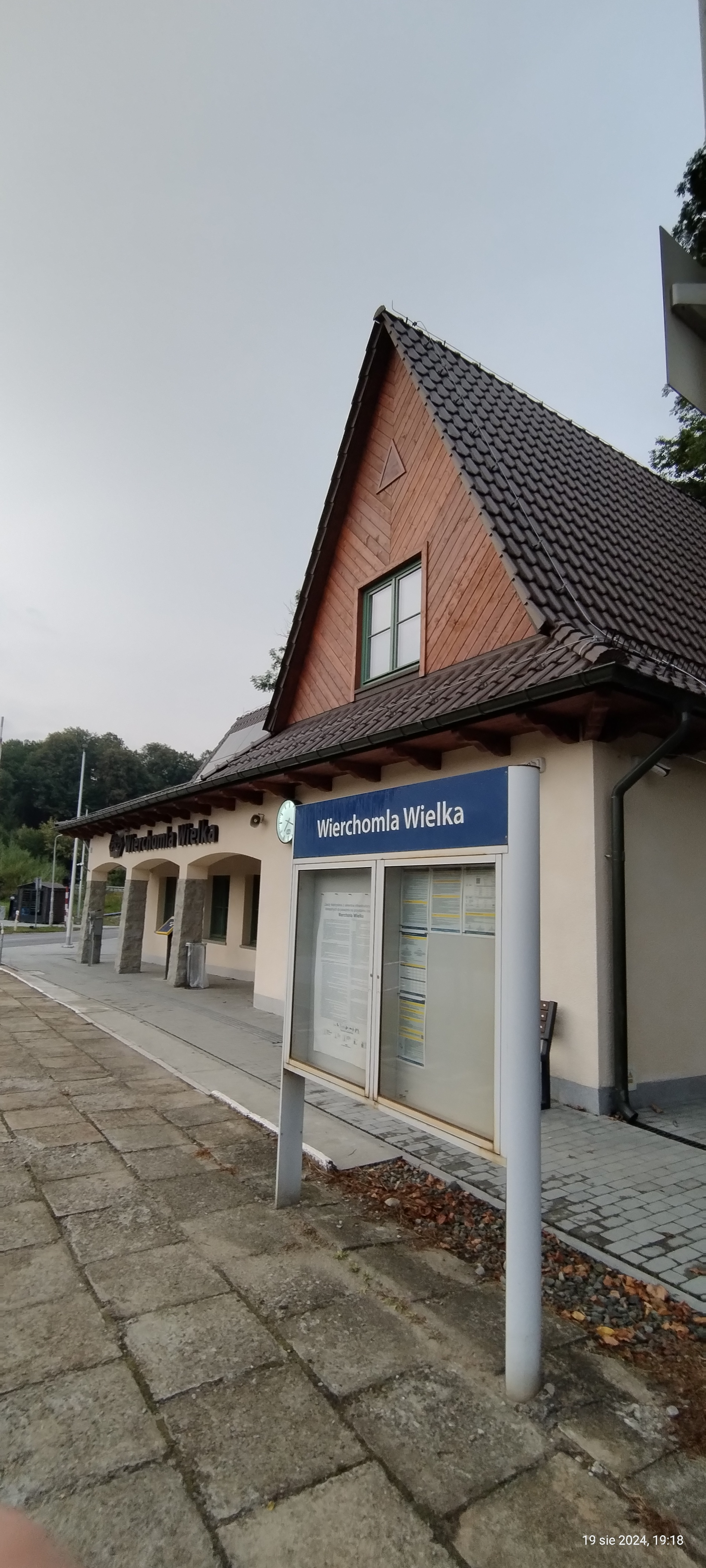
Budynek dworca po remoncie